# 30 nocy paranormalnej aktywności z opętaną przez diabła dziewczyną z tatuażem
30 nocy paranormalnej aktywności z opętaną przez diabła dziewczyną z tatuażem (ang. 30 Nights of Paranormal Activity with the Devil Inside the Girl with the Dragon Tattoo) – amerykański film z 2013 roku. Jego reżyserem jest Craig Moss. Film jest parodią między innymi horrorów z lat 2007-2012, jak i również filmów z innego gatunku. W Polsce film miał premierę na Canal+ w marcu 2014 roku.

## Parodie
Filmy:
- Abraham Lincoln: Łowca wampirów
- Demony
- Paranormal Activity
- 30 dni mroku
- Mroczny rycerz powstaje
- Dziewczyna z tatuażem

## Ciekawostki
Wersja polska na zlecenie Canal+: Platforma NC+
Tekst: Zuzanna Naczyńska
Czytał: Janusz Szydłowski.
W końcowej fazie filmu można usłyszeć jak lektor czyta: „30 nocy paranormalnej aktywności z opętaną przez diabła dziewczyną, która igrała z ogniem” zamiast „... dziewczyną z tatuażem”.

## Obsada
- Tyler Phillips jako Evan
- Kathryn Fiore jako Dana Galen
- Flip Schultz jako Aaron Galen
- Olivia Alexander jako Liz Galen
- Arturo del Puerto jako Felipe
- Danny Woodburn jako Sluggy Kornnutz
- French Stewart jako Herb
- Peter Gilroy jako Taylor
- Stephen Kramer Glickman jako detektyw
- Rebecca Ann Johnson jako Effie Trinket
- Seth Bailey jako klown w cyrku
- Philippe Bergeron jako szef Alfredo Pomodoro
- Damien Bray jako duch
- Tina Casciani jako Selene
- John Di Domenico jako Donald
- Rene Diamente jako Mario Alfredo
- Melissa Fosse-Dunne jako Adele
- Jen Kober jako Kat
- Alissa Krämer jako Michelle
- Heidi Krämer jako Annie
- Kimberly Leemans jako Alice
- Timothy Church Lockett jako Madea
- Ashley Martin jako panna młoda
- Ben Morrison jako Abe Lincoln, łowca wampirów
- Craig Moss jako dyrektor
- Makenzie Moss jako młoda Jillian
- Olivia Moss jako młoda Dana
- Austin Michael Scott jako pan młody, Roger Dodger
- Jane Shayne jako Paula Bean
- Ryan Slater jako Ryan
- Chris Spinelli jako Soprano Orderly
- Kelly Sry jako Jeremy
- Will Beinbrink jako okaleczony facet w północnej części stanu

i inni.